# Ç
Ç, ç は、Cにセディーユを付した文字である。アルバニア語、アゼルバイジャン語、マン島語、タタール語、トルコ語、トルクメン語、クルド語、カタルーニャ語、フランス語、ポルトガル語、オック語、クリミア・タタール語、タジク語、フリウリ語、タタール語などで使われているほか、カザフ語、ジューホアン語、ナロ語、ヤニャリフなどで使われる。そのほか、ラテン文字を使う言語で、借用語の綴りに用いることがある。

## 音素
- オック語：無声歯茎摩擦音[s]
  - フランス語、カタルーニャ語、ポルトガル語：後舌母音 a, o, u の前に置かれ、無声歯茎摩擦音[s]を表す
- トルコ語、アゼルバイジャン語、トルクメン語、アルバニア語、クルド語、クリミア・タタール語、フリウリ語：無声後部歯茎破擦音[tʃ]
  - マン島語：（çhまたはtçhで）無声後部歯茎破擦音[tʃ]
  - タタール語：無声歯茎硬口蓋摩擦音[ɕ], 無声後部歯茎破擦音[t͡ʃ]
- タジク語：有声後部歯茎破擦音[ʤ]
- ロヒンギャ語：そり舌はじき音[ɽ]
- カザフ語：無声歯茎硬口蓋破擦音[t͡ɕ]
- 国際音声記号：無声硬口蓋摩擦音。日本語の「ひ」「ひゃ」「ひゅ」「ひょ」の子音

## 呼称
- 音素名称
  - トルコ語・アゼルバイジャン語・クルド語：チェ
- セディーユ付きのC
  - フランス語: cé cédille（セ・セディーユ）
  - ポルトガル語: cê cedilha（セー・セディリャ）
  - オック語: ce cedilha
  - フリウリ語: c cun cedilie
- 壊れたC
  - カタルーニャ語: ce trencada（セ・トレンカダ）

## アルファベット上の位置
- アルバニア語、アゼルバイジャン語、トルコ語、クルド語(クルマンジー)、ザザキ語、マン島語の第4字母
- トルクメン語の第3字母

## 符号位置
| 大文字 | Unicode | JIS X 0213 | 文字参照               | 小文字 | Unicode | JIS X 0213 | 文字参照               | 備考 |
| ------ | ------- | ---------- | ---------------------- | ------ | ------- | ---------- | ---------------------- | ---- |
| Ç      | U+00C7  | 1-9-30     | &Ccedil; &#xC7; &#199; | ç      | U+00E7  | 1-9-61     | &ccedil; &#xE7; &#231; |      |